# Windows Embedded 7
Windows Embedded 7 basiert auf Windows 7 Service Pack 1 und ist der Nachfolger von Windows Embedded 2009. Die interne Versionsnummer lautet wie in Windows 7 NT 6.1. Windows Embedded 7 wurde am 27. April 2010 veröffentlicht.

## Neuerungen
Windows Embedded 7 enthält Windows Vista und Windows 7 Features wie  Aero, SuperFetch, ReadyBoost, BitLocker Laufwerksverschlüsselung, Windows Firewall, Windows Defender, Address space layout randomization, Windows Presentation Foundation, Silverlight 2, Windows Sidebar, Windows Media Center und den Internet Explorer 8. Ebenfalls ist es als erstes Windows Embedded in einer 64-Bit-Version erhältlich.

## Versionen

### Windows Embedded Standard 7
Windows Embedded Standard 7 ist die Standardversion von Windows Embedded 7. Es enthält alle Standardkomponenten von Windows Embedded. Es ist für den Gebrauch von Industriemaschinen und allgemeine Embedded-Systeme gedacht. Der Support lief am 13. Oktober 2020 aus.

### Windows Embedded POSReady 7
Windows Embedded POSReady 7 ist für Kassensysteme und Geldautomaten gedacht. Es gibt dort angepasstere Komponenten für Bezahlsysteme. POSReady steht hier für PointOfServiceReady.

### Windows Embedded Compact 7
Windows Embedded Compact 7 (Windows CE 7) ist  für sehr kleine Computer z. B. Unterhaltungselektronik-Geräte wie Set-Top-Boxen oder Videospielkonsolen gedacht. Es ist sehr Hardwareschonend und läuft schon mit 512 MB RAM.

### Windows Thin PC
Windows Thin PC basiert auf Windows Embedded POSReady 7 und ist für sehr alte Computer mit weniger als 512 MB RAM gedacht. Es ist der Nachfolger von Windows Fundamentals for Legacy PCs. Der Support endete am 12. Oktober 2021.